# Frontera entre Argentina y Paraguay
La frontera entre Argentina y Paraguay es lindero internacional terrestre de una longitud de 1690 km que separa a la República Argentina de la República del Paraguay.
Una parte de esta frontera está definida por tres importantes cursos de agua que son el río Pilcomayo, el río Paraná y el río Paraguay. La capital de Paraguay, Asunción, ubicada sobre una de las márgenes del río Paraguay, es fronteriza con la Argentina.

## Pasos de frontera entre Argentina y Paraguay
Existen 39 pasos de frontera oficiales entre Argentina y Paraguay. Nueve de ellos están ubicados sobre rutas o puentes que conectan ambos territorios, siendo uno de ellos la represa de Yacyretá; los treinta restantes son puertos sobre ríos.
- Clorinda - José Falcón (ruta)
- General Belgrano - General Bruguez (ruta)
- Isleta - Fortín Rojas Silva (ruta)
- Misión La Paz - Pozo Hondo (ruta)
- Clorinda - Nanawa (ruta) (Paso peatonal)
- Paraje El Remanso - La Verde (ruta)
- Lamadrid - Misión San Leonardo (ruta)
- Posadas - Encarnación (ruta)
- Yaciretá - Yacyretá (represa binacional)
- Puerto Bermejo - Puerto Pilar (río)
- Puerto Candelaria - Campichuelo (río)
- Puerto Colonia Cano - Puerto Pilar (río)
- Puerto Eldorado – Puerto Mayor Julio Otaño (río)
- Puerto Formosa - Puerto Alberdi (río)
- Puerto Garuhapé - Puerto 3 de Mayo (río)
- Puerto Iguazú - Puerto Tres Fronteras (río)
- Puerto Itá Ibaté - Panchito López (río)
- Puerto Itatí - Puerto Itá Corá (río)
- Puerto Ituzaingó - Puerto Ayolas (río)
- Puerto Las Palmas - Puerto Humaitá (río)
- Puerto Leoni - Puerto Triunfo (río)
- Puerto Libertad - Puerto Domingo Martínez de Irala (río)
- Puerto Mado - Puerto Lomas Valentinas (río)
- Puerto Mani - Puerto Bella Vista Sur (río)
- Puerto Montecarlo - Puerto Ape Aime (río)
- Puerto Oasis - Capitán Meza (río)
- Puerto Paranay - Colonia Alborada (río)
- Puerto Paso de la Patria - Paso de la Patria (río)
- Puerto Pilcomayo - Puerto Ita Enramada (río)
- Puerto Pinares - Carlos Antonio López (río)
- Puerto Piray - Puerto 7 de Agosto (río)
- Puerto Posadas - Puerto Pacú Cuá (río)
- Puerto Rico - Puerto Triunfo (río)
- Puerto San Antonio de Apipe - Puerto Ayolas (río)
- Puerto San Ignacio - Puerto Paraíso (río)
- Puerto Santa Ana - Puerto Samuhú (río)
- Puerto Victoria - Capitán Urbina (río)
- Puerto Wanda - Puerto Itá Verá (río)
- Puerto Yahapé - Puerto Cerrito (río)

## Referencias

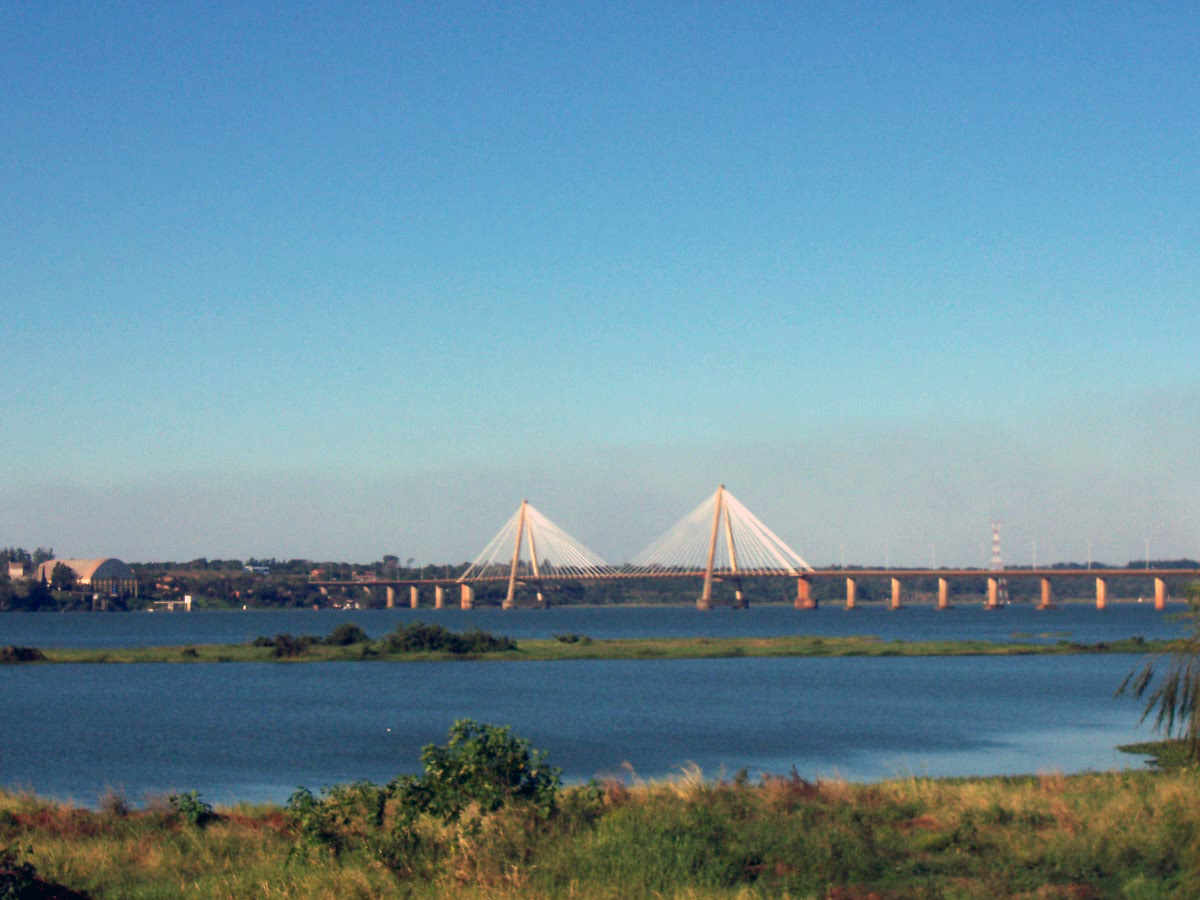
Puente Internacional San Roque González de Santa Cruz, en la larga frontera entre Argentina y Paraguay.